# Kazalište u 1971.
◄◄ | ◄ | 1968. | 1969. | 1970. | 1971.  | 1972. | 1973. | 1974. | ► | ►►
Arhitektura • Astronautika • Astronomija • Biologija • Film • Fotografija • Glazba • Kazalište • Kemija • Kiparstvo • Knjige • Književnost • Kršćanstvo • Meteorologija • Medicina • Planinarstvo • Politika • Pravo • Promet • Slikarstvo • Strip • Šport • Televizija • Znanost • Zrakoplovstvo • Željeznički promet
Kazalište u 1971.

## Hrvatska i u Hrvata

### Rođenja
- 21. srpnja – Marina Poklepović, hrvatska je kazališna, televizijska i filmska glumica

## Vanjske poveznice
|  | Zajednički poslužitelj ima još gradiva o temi Kazalište u 1971. |